# Frank Welker
Franklin Wendell (Frank) Welker (Denver (Colorado), 12 maart 1946) is een Amerikaans stemacteur. Hij heeft zich gespecialiseerd in vocale effecten en heeft zijn stem geleend aan verschillende personages in tekenfilms, computerspellen en dergelijke.

## Stemmen
Enkele voorbeelden van de honderden personages die Welker van een stem voorziet en voorzag zijn Megatron in Transformers, Dr. Claw in Inspector Gadget, Nibbler in Futurama en Scooby-Doo en Fred in de animatieserie Scooby-Doo. In de Engelstalige versie van De Smurfen sprak hij onder meer de stem in van Wilde Smurf, Potige Smurf, Puppie en Pirrewiet, en in de 3D-films The Smurfs, The Smurfs: A Christmas Carol, The Smurfs 2 en The Smurfs: The Legend of Smurfy Hollow als Azraël. In Jimmy Two-Shoes spreekt Welker de stem van Cerbee in. Ook is Frank Welker de stem van Oswald the Lucky Rabbit, onder andere in de computerspellen Epic Mickey (2010) en Epic Mickey 2: The Power of Two (2012).

## Geluidseffecten
Welker heeft diverse vocale effecten in zijn repertoire. Hij leverde bijvoorbeeld de hondengeluiden voor de films 101 Dalmatiërs en 102 Dalmatiërs. Daarnaast bracht hij de klanken voort die door de buitenaardse wezens in Mars Attacks! en Independence Day werden geproduceerd, alsook de geluiden van Yoshi in Super Mario Bros., en die van dieren als Baloe, Shere Khan en Bagheera in de speelfilm The Jungle Book. Welker produceerde vocale klanken van de leeuwen in Madagascar 1 en 2, de honden in Oliver & Co., Bigfoot in A Goofy Movie, de bijen en kikker in Teigetjes Film en de draak in de Shrek franchise. In De Leeuwenkoning 1 en 2 zorgde hij voor het geluid van onder andere de leeuwen, neushoorns, krokodillen en gnoes. Ook in Lilo & Stitch deed hij het gegrom van Stitch en hij maakte eveneens de geluidjes van Max de Hond in de film The Little Mermaid uit 1989, Abu de aap, Rajah de Tijger en de Grot der Wonderen in de films Aladdin uit 1992, De Wraak van Jafar uit 1994 en Aladdin uit 2019. Welker deed de dierengeluiden van het kapucijnaapje in de film Raiders of the Lost Ark (1981). Het geluid van King Kong en de dinosauriërs in het computerspel Peter Jackson's King Kong: The Official Game of the Movie zijn alsook door hem gedaan.